# العلاقات السيشلية الكينية
العلاقات السيشلية الكينية هي العلاقات الثنائية التي تجمع بين سيشل وكينيا.

## مقارنة بين البلدين
هذه مقارنة عامة ومرجعية للدولتين:
| وجه المقارنة                                              | سيشل                                                | كينيا                         |
| --------------------------------------------------------- | --------------------------------------------------- | ----------------------------- |
| المساحة (كم2)                                             | 459                                                 | 581.31 ألف                    |
| عدد السكان (نسمة)                                         | 95.84 ألف                                           | 48.47 مليون                   |
| الكثافة السكانية (ن./كم²)                                 | 20.88 ألف                                           | 83.38                         |
| العاصمة                                                   | فيكتوريا                                            | نيروبي                        |
| اللغة الرسمية                                             | لغة فرنسية، لغة إنجليزية، اللغة الكريولية السيشيلية | اللغة السواحلية، لغة إنجليزية |
| العملة                                                    | روبية سيشلية                                        | شيلينغ كيني                   |
| الناتج المحلي الإجمالي (بليون دولار)                      | 1.49 مليار                                          | 74.94 مليار                   |
| الناتج المحلي الإجمالي (تعادل القوة الشرائية) بليون دولار | 2.54 مليار                                          | 142.24 مليار                  |
| الناتج المحلي الإجمالي الاسمي للفرد دولار أمريكي          | 15.48 ألف                                           | 1.38 ألف                      |
| الناتج المحلي الإجمالي للفرد دولار أمريكي                 | 26.42 ألف                                           | 2.95 ألف                      |
| مؤشر التنمية البشرية                                      | 0.772                                               | 0.548                         |
| رمز المكالمات الدولي                                      | +248                                                | +254                          |
| رمز الإنترنت                                              | .sc                                                 | .ke                           |
| المنطقة الزمنية                                           | ت ع م+04:00                                         | ت ع م+03:00                   |

## منظمات دولية مشتركة
يشترك البلدان في عضوية مجموعة من المنظمات الدولية، منها:
| علم المنظمة | اسم المنظمة                                 | تاريخ انضمام سيشل | تاريخ انضمام كينيا |
| ----------- | ------------------------------------------- | ----------------- | ------------------ |
|             | يونسكو                                      | 18 أكتوبر 1976    | 7 أبريل 1964       |
|             | وكالة ضمان الاستثمار متعدد الأطراف          | 15 سبتمبر 1992    | 28 نوفمبر 1988     |
|             | الأمم المتحدة                               | 21 سبتمبر 1976    | 16 ديسمبر 1963     |
|             | مجموعة دول أفريقيا والكاريبي والمحيط الهادئ | ?                 | ?                  |
|             | دول الكومنولث                               | 1976              | 12 ديسمبر 1963     |
|             | الفريق المعني برصد الأرض                    | ?                 | ?                  |
|             | الاتحاد البريدي العالمي                     | ?                 | ?                  |
|             | البنك الدولي للإنشاء والتعمير               | 29 سبتمبر 1980    | 3 فبراير 1964      |
|             | الاتحاد الدولي للاتصالات                    | 17 سبتمبر 1999    | 11 أبريل 1964      |
|             | منظمة حظر الأسلحة الكيميائية                | 29 أبريل 1997     | ?                  |
|             | مؤسسة التمويل الدولية                       | 11 يونيو 1981     | 3 فبراير 1964      |
|             | المركز الدولي لتسوية المنازعات الاستشارية   | 19 أبريل 1978     | 2 فبراير 1967      |
|             | منظمة الشرطة الجنائية الدولية               | 1 سبتمبر 1977     | ?                  |
|             | الاتحاد الأفريقي                            | ?                 | 13 ديسمبر 1963     |
|             | البنك الإفريقي للتنمية                      | ?                 | ?                  |

## وصلات خارجية
- موقع وزارة الخارجية السيشلية
- موقع وزارة الخارجية الكينية